# Halobates ruffoi
Halobates ruffoi (лат.) — ископаемый вид клопов-водомерок рода Halobates (семейство Gerridae). Обнаружен в эоценовых отложениях Италии: (Верона, Pesciara Bolca, возраст около 45 млн лет).
Видовое название дано в честь итальянского профессора Сандро Руффо (Sandro Ruffo, бывшего директора музея Museo Civico di Storia Naturale, Верона).

## Описание
Мелкого размера ископаемые клопы, которые были описаны по отпечаткам, длина тела 5,8 мм, ширина 2,3 мм. Бескрылые длинноногие морские водомерки.
Вид Halobates ruffoi был впервые описан в 1994 году энтомологами Н. Андерсеном (Дания) и его итальянскими коллегами Антонио Фарма, Алессандро Минелли и Джулиано Пикколи (Италия). Таксон Halobates ruffoi включён в состав рода Halobates вместе с почти 40 современными видами, обитателями морской глади разных морей и океанов. Ископаемый вид Halobates ruffoi найден в Pesciara Bolca, вблизи города Верона (северная Италия, эоцен, 45 млн лет), что свидетельствует о том, что в прошлом род Halobates присутствовал также в Средиземноморье.